# جوديث مارغوليس
جوديث مارغوليس (بالإنجليزية: Judith Margolis)‏ هي فنانة أمريكية، ولدت في 24 سبتمبر 1944 في نيويورك في الولايات المتحدة.